# Козлово (Лобковская волость, у озера Езерище)
Козлово — деревня в Невельском районе Псковской области России. Входит в состав Артёмовской волости.

## География
Деревня расположена на восточном побережье озера Езерище, примерно в 26 километрах к юго-востоку от районного центра, города Невель, на границе с Белоруссией.

## Население
| 2001 | 2002 | 2010 |
| ---- | ---- | ---- |
| 17   | ↘13  | ↗44  |

Численность населения деревни по оценке на начало 2001 года составляла 17 жителей.

## История
С января 1995 до апреля 2015 года деревня входила в состав ныне упразднённой Лобковской волости.